# Onuphre (Berezovsky) de Kiev
Le métropolite Onuphre (né Orest Volodymyrovych Berezovsky le 5 novembre 1944 à Korytny, dans l’oblast de Tchernovtsy, en Ukraine), est le primat de l'Église orthodoxe d'Ukraine (patriarcat de Moscou) depuis le 13 août 2014. Son titre est : Sa Béatitude Onuphre, Métropolite de Kiev et de toute l'Ukraine. Le 11 juillet 2013, il a reçu l'ordre de l'Amitié des mains du président de la fédération de Russie. Il a été décoré de l'ordre de Saint-Serge de Radonège par le patriarcat de Moscou et de toute la Russie en 2014. 

## Biographie
En 1969, il abandonne ses études pour entrer au séminaire de Moscou. En 1970, il est admis dans la communauté de la laure (établissement monastique) de la Trinité-Saint-Serge. Il devient prêtre le 29 mai 1972. Le 28 juin 1985, il est nommé doyen de la laure de la Trinité-Saint-Serge.
En 1988, il termine ses études à l’académie de théologie de Moscou avec le titre de docteur en théologie.
Le 20 juillet 1988, il est nommé supérieur de la laure de Potchaïv. Le 9 décembre 1990, dans la cathédrale Saint-Vladimir de Kiev, il est consacré évêque de Tchernivtsi et de Bucovine.
Le 22 janvier 1992, il signe l’adresse de la conférence épiscopale de l’Église orthodoxe ukrainienne au patriarche Alexis II, exigeant l’octroi de l’autocéphalie à l’Église en Ukraine ; il se rétractera plus tard. Le 23 janvier, le métropolite Philarète Denissenko, excommunié par la suite, le transfère à la chaire d’Ivano-Frankovsk. 
Le 7 avril 1992, il est rétabli au siège de Tchernivtsi. Le 28 juillet 1994, il est élevé au rang d’archevêque et nommé membre permanent du Saint Synode de l’Église orthodoxe ukrainienne - patriarcat de Moscou.
Le 22 novembre 2000, il est élevé au rang de métropolite. Le 24 février 2014, il est élu locum-tenens du siège métropolitain de Kiev, siégeant suivant le protocole à la place du métropolite de Kiev et de toute l’Ukraine. Il assurait l’intérim depuis le décès du métropolite Volodymyr, le 5 juillet dernier.
Le synode des évêques de l’Eglise orthodoxe ukrainienne, réuni le 13 août 2014 au monastère des Grottes de Kiev, a élu le métropolite Onuphre de Tchernovtsy et de Bucovine, Primat de l’Eglise orthodoxe ukrainienne - Patriarcat de Moscou. Le patriarche Cyrille Ier de Moscou a ratifié son élection.

### Source
- Portail catholique suisse.